# Pachydisca sclerotioides
Pachydisca sclerotioides är en svampart som först beskrevs av Miles Joseph Berkeley, och fick sitt nu gällande namn av Jean Louis Emile Boudier 1907. Pachydisca sclerotioides ingår i släktet Pachydisca och familjen Helotiaceae.   Inga underarter finns listade i Catalogue of Life.